# Andrzej Sołdra
Andrzej Sołdra (ur. 5 września 1985 w Nowym Sączu) – polski bokser wagi superśredniej.

## Kariera amatorska
Karierę bokserską rozpoczął pod okiem trenera Jerzego Galara z klubu SKB Golden Team Nowy Sącz. W 2002 zdobył dwa złote medale na Młodzieżowych Mistrzostwach Małopolski. W 2003 złoty medal Seniorów Mistrzostw Małopolski oraz srebrny medal w prestiżowym krakowskim turnieju „O złotą rękawicę”. W 2005 dwa tytuły wicemistrzowskie w ogólnopolskim turnieju „O Puchar Wyzwolenia Oświęcimia”, brązowy medal w Młodzieżowym Pucharze Polski i brązowy medal oraz „Grand Prix” w Pucharze Polski Seniorów. W 2006 brązowy medal na Mistrzostwach Polski Seniorów i złoty medal oraz tytuł najlepszego zawodnika w Międzynarodowym
Turnieju Bokserskim Seniorów w  Ostrowcu Świętokrzyskim.
W latach 2006–2011 kontynuował karierę  w Irlandii.  godząc treningi bokserskie  z pracą zarobkową w rzeźni. Stoczył 49 pojedynków, z czego 40 wygranych  (ranking odnotował jednak 25 spośród tych walk, gdyż lokalne prawo zabrania obcokrajowcom oficjalnie boksować w pierwszym roku pobytu). W 2009 zdobył Mistrza hrabstwa Leinster a w 2010 był ćwierćfinalistą Mistrzostw Irlandii. Na amatorskim ringu stoczył 98 walk, z czego 82 wygrał, 13 przegrał i 3 zremisował.

## Kariera zawodowa
Pięściarz grupy Babilon Promotion, zawodową karierę rozpoczął 30 października 2011 na gali w Stalowej Woli. Po czterech runtach pokonując na punkty Litwina Dmitrijsa Vdovinsa (2-0, 1 KO).
18 sierpnia 2012 w Międzyzdrojach wygrał przez techniczny nokaut w piątej rundzie z Niemcem Steve’em Kroekelem (16-19-2, 7 KO) a w swojej kolejnej piątej walce 13 października 2012 na gali w Kopalni soli w Wieliczce,  przez nokaut  w siódmiej z Brytyjczykiem Rickym Dennisem Powe'em (8-0, 6 KO).
17 listopada 2012 na gali Wojak Boxing Night w warszawskim hotelu Hilton zwycięża po kontrowersyjnej decyzji sędziów 58:57, 56:58 i 58:56  z Kubańczykiem Julio Acostą (5-1-1, 3 KO).    
18 maja 2013 gali w Legionowie Sołdra stoczył pojedynek z Bartłomiejem Grafką (8-6, 2 KO).  Po sześciu rundach sędziowie wypunktowali remis 56:56, 56:56 i 57:55.   
6 grudnia 2013 w Białobrzegach wygrał przez techniczny nokaut w piątej rundzie z byłym mistrzem Unii Europejskiej wagi średniej i kilkukrotnym pretendentem do pasa EBU z Włochem Lorenzo Di Giacomo (41-8-1, 19 KO).
Po dziesięciu zwycięstwach i renisie miała miejsce pierwsza porażka Sołdry. Pokonał go  1 lutego 2014 w Opolu Niemiec
Vincent Feigenbutz (10-1, 9 KO), przez techniczny nokaut w pierwszej rundzie.  
28 czerwca 2014 na gali Wojak Boxing Night w Rzeszowie pokonał jednogłośnie na punkty 60-54, 59:55 i 60:55 Daniela Urbańskiego (21-17-3, 5 KO).  
8 listopada 2014 krakowskiej gali Polsat Boxing Night, Sołdra zmierzył się z wracającym na ring po ponad dwuletniej przerwie "Cyganem" Dawidem Kosteckim (39-1, 25 KO). Walka dostarczyła dużych emocji i zakończyła się sensacyjnym zwycięstwem na punkty  76:75, 77:75 i 77:75 pięściarza z Nowego Sącza.
18 kwietnia 2015 w Legionowie przegrał przez techniczny nokaut w drugiej rundzie z Ukraińcem Jewgienijem Machtejenko (5-3, 4 KO).

## Lista walk zawodowych
| Wynik      | Rekord | Przeciwnik                        | Rozstrzygnięcie | Runda i czas | Data                 | Miejsce                     | Uwagi           |
| ---------- | ------ | --------------------------------- | --------------- | ------------ | -------------------- | --------------------------- | --------------- |
| Zwycięstwo | 14-5-1 | Giorgi Khulelidze (9-7-0)         | TKO             | 1 (6) 2:19   | 21 października 2017 | Żyrardów                    |                 |
| Zwycięstwo | 13-5-1 | Janos Lakatos (4-27-1)            | TKO             | 3 (8) 1:10   | 20 maja 2017         | Gołębiewo Średnie           |                 |
| Porażka    | 12-5-1 | Jordan Kuliński (2-0-1)           | UD              | 6            | 22 października 2016 | Kopalnia Soli, Wieliczka    |                 |
| Porażka    | 12-4-1 | Vijender Singh (6-0-0)            | TKO             | 3 (8) 2:00   | 13 maja 2016         | Bolton                      |                 |
| Porażka    | 12-3-1 | Tomasz Gargula (17-1-1)           | SD              | 8            | 3 marca 2016         | Żyrardów                    |                 |
| Zwycięstwo | 12-2-1 | Sebastian Skrzypczyński (11-12-2) | SD              | 6            | 20 lutego 2016       | Arena Hall, Legionowo       |                 |
| Porażka    | 11-2-1 | Jewgienij Machtejenko (4-3-0)     | TKO             | 2 (8) 0:49   | 18 kwietnia 2015     | Arena Hall, Legionowo       |                 |
| Zwycięstwo | 11-1-1 | Dawid Kostecki (39-1-0)           | UD              | 8            | 8 listopada 2014     | Kraków Arena, Kraków        |                 |
| Zwycięstwo | 10-1-1 | Daniel Urbański (21-16-3)         | UD              | 6            | 28 czerwca 2014      | Hala na Podpromiu, Rzeszów, |                 |
| Porażka    | 9-1-1  | Vincent Feigenbutz (9-1-0)        | TKO             | 1 (8) 2:18   | 1 lutego 2014        | Okrąglak Halle, Opole       |                 |
| Zwycięstwo | 9-0-1  | Lorenzo Di Giacomo (41-8-1)       | TKO             | 5 (8) 0:03   | 6 grudnia 2013       | Białobrzegi                 |                 |
| Zwycięstwo | 8-0-1  | Marko Benzon (3-0-0)              | UD              | 6            | 18 sierpnia 2013     | Amfiteatr, Międzyzdroje     |                 |
| Remis      | 7-0-1  | Bartlomiej Grafka (8-6-0)         | MD              | 6            | 18 maja 2013         | Arena Hall, Legionowo       |                 |
| Zwycięstwo | 7-0    | Oliver Tchinda (4-12-2)           | UD              | 6            | 23 marca 2013        | Hala Sportowa, Częstochowa  |                 |
| Zwycięstwo | 6-0    | Julio Acosta 5-0-1                | SD              | 6            | 17 listopada 2012    | Hotel Hilton, Warszawa      |                 |
| Zwycięstwo | 5-0    | Ricky Dennis Pow (8-0-0)          | TKO             | 7 (8) 1:55   | 13 października 2012 | Kopalnia soli, Wieliczka    |                 |
| Zwycięstwo | 4-0    | Steve Kroekel (16-19-2)           | TKO             | 5 (6) 0:32   | 18 sierpnia 2012     | Amfiteatr, Międzyzdroje     |                 |
| Zwycięstwo | 3-0    | Dmitri Protkunas (13-37-2)        | KO              | 1 (4) 2:27   | 23 marca 2012        | Oświęcim                    |                 |
| Zwycięstwo | 2-0    | Egidijus Kakstys (2-4-0)          | TKO             | 4 (4) 1:40   | 3 grudnia 2011       | Hotel Hilton, Warszawa      |                 |
| Zwycięstwo | 1-0    | Dmitrijs Vdovins (2-0-0)          | PTS             | 4            | 30 października 2011 | MOSiR, Stalowa Wola         | debiut zawodowy |

TKO – techniczny nokaut, KO – nokaut, UD – jednogłośna decyzja, SD- niejednogłośna decyzja, MD – decyzja większości, PTS – walka zakończona na punkty